# Crassulaceae
Crassulaceae, las crasuláceas, forman una gran familia de plantas del orden Saxifragales. Generalmente son plantas herbáceas, algunas subarbustivas y relativamente pocas arbóreas o acuáticas. Están extendidas mundialmente, pero mayoritariamente en el hemisferio norte y África meridional. Estas plantas almacenan agua en sus hojas suculentas, ya que su hábitat lo conforman típicamente zonas secas y calurosas, donde el agua es escasa. Existen alrededor de 1400 especies aceptadas en 35 géneros.

## Características
Hojas simples de disposición varia, alternas, opuestas o en roseta basal, sin estípulas. Flores hermafroditas, regulares; perianto diclamídeo, con frecuencia pentámero, a veces tetramero, hexamero y raramente multimero, cáliz a veces más o menos soldado en la base; androceo isostémono o diplostémono, soldado al tubo de la corola; gineceo súpero con varios carpelos libres o soldados en la base. Inflorescencias a menudo cimosas. Frutos capsulares o foliculares.
Tienen un metabolismo particular, por lo que a veces se les llama plantas CAM, que consiste en que la fotosíntesis se realiza en dos fases separadas, una fotótrofa (lumínica) durante el día y la sintética (oscura) durante la noche. El nombre de fotosíntesis CAM (por las siglas en inglés de metabolismo ácido de las crasuláceas) se dio tras descubrir por primera vez este tipo de fotosíntesis en ellas.

## Cultivo
Muchas de las especies de esta familia son populares en jardinería y floricultura; son plantas duras, de aspecto extraño muchas de ellas y requieren cuidados mínimos. Otra ventaja para el cultivo de estas plantas es lo habitualmente sencillo de su propagación, necesitándose en algunos casos una simple hoja para lograr un nuevo ejemplar.
La clasificación es difícil debido a su facilidad de hibridación, tanto silvestres como en cultivo. Antiguamente se las incluía en el orden de las rosales, pero en la actualidad han sido clasificadas en el orden Saxifragales.

## Taxonomía
La familia fue creada por Jean Henri Jaume Saint-Hilaire y publicado en Exposition des familles naturelles et de la germination des plantes, contentant la description de 2.337 genres et d'environ 4.000 espèces, 112 planches dont les figures ont été dessinées par l'auteur. Paris, en 1805.

### Etimología
Crassulaceae, del Latín crassus,-a, -um, que significa "espeso, graso, denso" por las hojas que son espesas.

### Subdivisiones
Hay muchas discrepancias, insalvables parece, sobre la delimitación de las familias, tribus y géneros:
Clásicamente tiene las siguientes subfamilias: Crassuloideae - Cotyledonoideae - Echeverioideae - Kalanchoideae - Sedoideae - Sempervivoideae.
Por otro lado, la Angiosperm Phylogeny Website, seguido por otros, limita a 3 las subfamilias, 34 el número de géneros y a 1400 el de las especies:
- Crassuloideae Burnett, con 2 géneros (Crassula y Tillaea) y 196 especies;
- Kalanchoideae A.Berger, con 4 géneros (Kalanchoe y Tylecodon como más importantes) y 200 especies;
- Sempervivoideae Arnott, con 28 géneros (Sedum, Echeveria, Rhodiola, Sempervivum y Dudleya como más importantes) y 1005 especies.

Mientras que recientemente (1995 y 2012), se propuso una división sin subfamilias, pero con tribus y subtribus:
- tribu Aeonieae Thiede ex Reveal Phytoneuron 2012-37: 215, 2012
- tribu Kalanchoeae 't Hart in H. 't Hart & U.Eggli (eds.), Evol. & Syst. Crassulac., 167, 1995
- tribu Sedeae 't Hart  in H. 't Hart & U. Eggli (eds.), Evol. & Syst. Crassulac., 167, 1995
  - subtribu Sedinae 't Hart  in H. 't Hart & U. Eggli (eds.), Evol. & Syst. Crassulac., 169, 1995
  - subtribu Telephinae 't Hart  in H. 't Hart & U. Eggli (eds.), Evol. & Syst. Crassulac., 167, 1995[5]

### Géneros
- Adromischus Lem. - 28 spp.
- Aeonium Webb & Berth. - 75 spp.

Aeonium arboreum (L.) Webb & Berth.
- Aichryson Webb & Berth. - 17 spp.
- Cotyledon Tourn. ex L. - 12 spp.
- Crassula L. 207 spp.

Crassula tillaea Lest.-Garl., tamaño ínfimo; Crassula vaillantii (Willd.); Crassula campestris (Eckl. & Zeyh.) Endl. ex Walp., en Cataluña y Ciudad Real.
- Dudleya Britton & Rose - 46 ssp
- Echeveria DC. - 167 spp.
- Graptopetalum Rose - 18 spp.
- Greenovia Webb & Berth. - 3 sp.

- Hypagophytum A.Berger - 1 sp.
- Kalanchoe Adans - 73 spp.
- Lenophyllum Rose - 7 spp.
- Monanthes Haw. - 10 spp.
- Mucizonia A.Berger

Mucizonia hispida (Lam.) A.Berger, Mucizonia sedoides (DC.) D.A.Webb
- Orostachys Fisch. - 12 spp.
- Pachyphytum Link, Klotzsch & Otto - 17 spp.
- Perrierosedum (A.Berger) H.Ohba - 1 sp.
- Phedimus Raf. - 4 spp.
- Pistorinia DC. - 2 spp.

Pistorinia hispanica (L.) DC.
- Prometheum (A.Berger) H.Ohba - 8 sp.
- Pseudosedum A.Berger - 4 spp.
- Rhodiola L. - 61 spp.

Rhodiola rosea L.
- Rosularia Stapf - 25 spp.
- Sedum L. - 348 spp.

Sedum acre L.; Sedum aizoon L.; Sedum album L.; Sedum alpestre Vill., Sedum andagavense (DC.) Desv.;....
- Sempervivum L.  - 30 spp.

Sempervivum tectorum L., siempreviva mayor; Siemprevivum arachnoideum L., Siemprevivum montanum L.
(Salisb.) Dandy
- Thompsonella Britton & Rose - 6 spp. - (México)
- Tylecodon Toelken - 2 spp.
- Umbilicus DC. - 9 spp. - ombligo de venus

Umbilicus heylandianus Webb & Berth.; Umbilicus horizontalis (Guss.) DC.; Umbilicus rupestris
- Villadia Rose - 43 spp.

- Otros géneros menos importantes:[6]

- Afrovivella - 1 sp.
- Altamiranoa - 1 sp.
- Amerosedum - 1 sp.
- Bryophyllum - 36 spp.
- Chiastophyllum - 1 sp.
- Cremnophila - 2 spp.
- Dudleveria - 1 sp.
- Graptoveria - 2 spp.
- Hylotelephium - 16 spp.
- Jovibarba - 1 sp.
- Kungia - 2 spp.
- Meterostachys 1 sp.
- Ohbaea - 1 sp.
- Pachyveria - 3 spp.
- Parvisedum - 4 spp.
- Poenosedum - 1 sp.
- Sedastrum - 1 sp.
- Sinocrassula - 7 spp.
- Stylophyllum - 1 sp.
- Tacitus - 1 sp.
- Tetraphyle - 1 sp.
- Tillaea - 2 spp.
- Tolmachevia - 1 sp.

Nota 1: Las especies citadas a continuación de ciertos géneros son ejemplos de las más comunes de ellas.
Nota 2: El número de especies de cada género, es el número de especies aceptadas, no de las descritas.